# Эскадренные миноносцы типа «Симс»
Эскадренные миноносцы типа «Симс» (англ. Sims class) — тип эскадренных миноносцев (эсминцев) военно-морских сил США периода Второй мировой войны.
Заказано 12 эсминцев, построенных на семи различных верфях, и введенных в эксплуатацию в 1939 и 1940 годах.
Это был последний тип эсминцев ВМС США введённый в строй до Второй мировой войны. Все корабли приняли участие в боевых действиях во Второй мировой войне, и семь пережили войну.

## История разработки
Двенадцать эсминцев программы 1937-го финансового года первоначально предполагалось строить по слегка изменённому проекту типа «Бенхэм», но сторонникам усиления артиллерии удалось настоять на возвращении в состав вооружения пятого 127-мм орудия за счёт сокращения числа четырёхтрубных торпедных аппаратов (ТА) до 3. Весной 1936 года началось проектирование. Первоначально стандартное водоизмещение корабля ограничивалось 1500 т, однако в мае 1936 года Сенат США ратифицировал Лондонский морской договор по ограничению морских вооружений, по которому верхняя граница водоизмещения для эсминцев поднималась до 3000 дл. т.
К этому моменту проектные работы находились на той стадии, когда вносить существенные изменения не представлялось возможным, поэтому стандартное водоизмещение новых эсминцев увеличилось всего на 70 тонн (включили перегрузку, заложенную в проект изначально).

## Конструкция

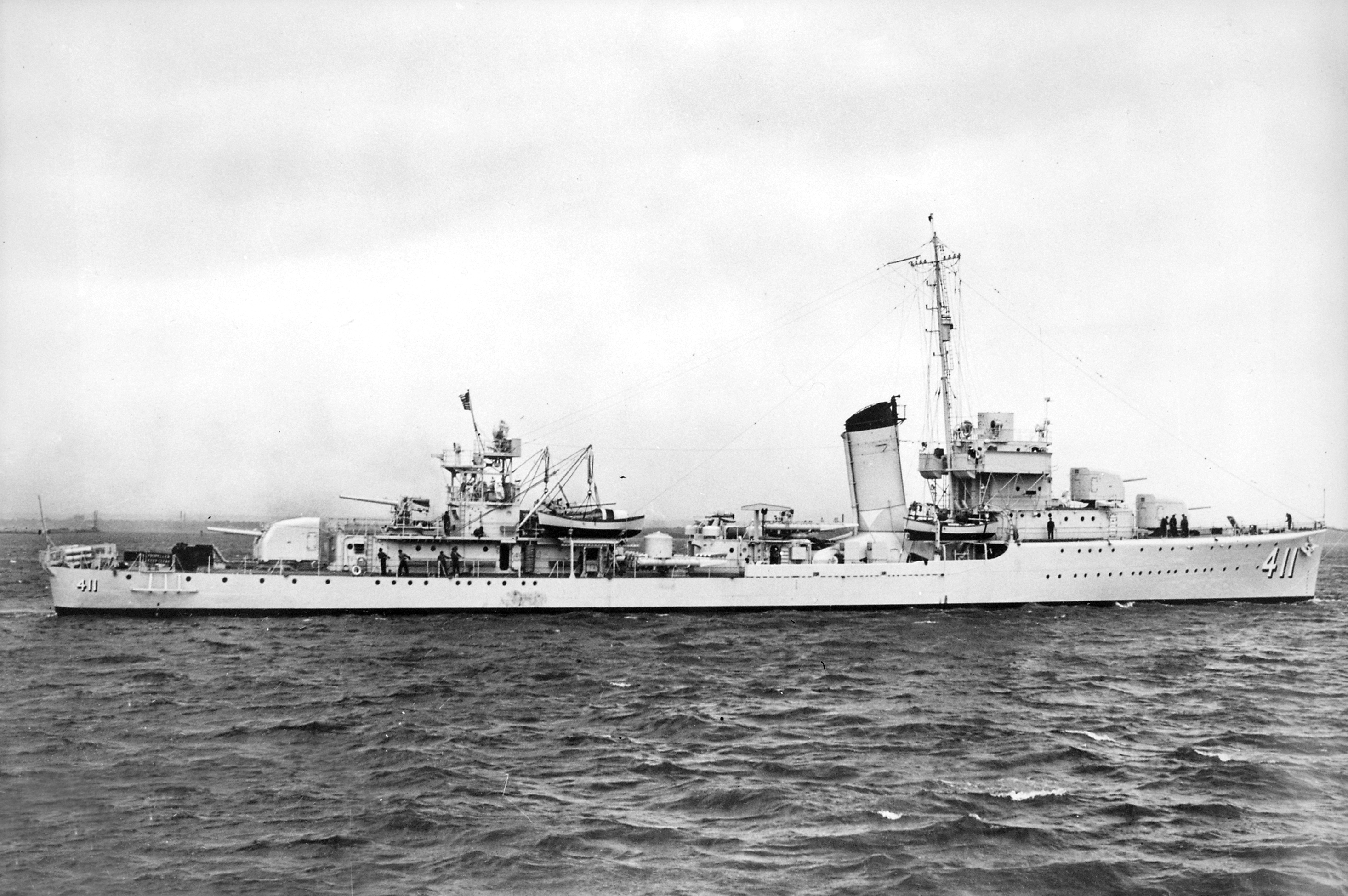
Эсминец Андерсон до перестановки торпедных аппаратов

Длина корпуса эсминцев была увеличена на семь футов. Чуть больше четверти корпуса занимал полубак, слегка поднимавшийся к форштевню. Надстройки для снижения аэродинамического сопротивления облагорожены.
Расположение вооружения повторяло принятое на типе «Мэхэн». Главное отличие: 127 мм орудия № 1, № 2 и № 5 стояли в полностью закрытых башнях в установках с кольцевым погоном. Важным новшеством стало появление на них новой системы управления огнём Мк.37. Кроме того, в дополнение к двенадцати торпедам в торпедных аппаратах имелось 4 запасные торпеды.

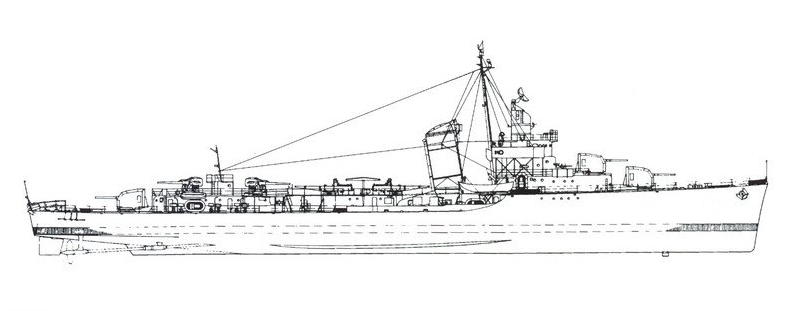
Эсминец Рассел (DD-414) в 1941 году

После начала испытаний оказалось, что строительная перегрузка составляет 120 т и остойчивость находится на очень низком уровне. Кроме того, опыт службы в условиях Северной Атлантики выявил у ЭМ с бортовым расположением ТА подверженность последних сильной коррозии и риск повреждения ударами волн. 25 сентября 1939 года было решено демонтировать бортовые аппараты и перенести один из них в диаметральную плоскость и уложить 60 т твёрдого балласта. Высвободившиеся в результате этого аппараты были установлены на крейсера типа «Атланта».
Часть кораблей достраивались уже с двумя ТА, а на уже вступивших в строй кораблях их переставили летом 1940 года. Стоимость каждого эсминца составила около $7 000 000.

### Энергетическая установка

#### Главная энергетическая установка
Давление пара составляло 565 фунтов на квадратный дюйм (38,45 атм.), а температура перегретого пара 700 °F (371 °C). Двухступенчатый понижающий редуктор позволил увеличить обороты турбин, турбина крейсерского хода отсутствовала. Расчётная дальность составляла 6500 миль на ходу 12 узлов и 6000 миль на ходу 15 узлов, запас топлива был уменьшен до 459 тонн. Дальность хода во время службы составила 5640 морских миль на 12 узлах, что было явно недостаточно.

### Вооружение
Главный калибр состоял из пяти универсальных 127 мм/38 орудий, оснащенных системой управления огнём Марк 37, вместимость погребов 1500 выстрелов (официально заявленный боекомплект составлял 850 выстрелов или 150 снарядов на ствол + 100 осветительных на корабль). Мелкокалиберная зенитная батарея состояла из четырёх 12,7 мм пулемётов. Торпедное вооружение включало в себя три 533-мм четырёхтрубных торпедных аппарата, управляемых с помощью директора Марк 27. Тип был оснащён торпедами Марка 15. Бомбосбрасыватели находились на корме.
Торпеды Mk 15 состояли на вооружении с 1936 года и имели дальность 6000 ярдов (5486 м) ходом 45 узлов и 15 000 ярдов (13 711 м) ходом 26,5 узлов. Боеголовка содержала 494 фунтов (224 кг) тринитротолуола.
Предвоенные 533—550 мм торпеды для надводных кораблей
| Страна, год принятия на вооружение | Образец              | Калибр, мм | Длина, м | Общий вес, кг | Вес ВВ, кг, тип      | Дальность и скорость хода, км/уз |
| ---------------------------------- | -------------------- | ---------- | -------- | ------------- | -------------------- | -------------------------------- |
| , 1925                             | 23D                  | 550        | 8,28     | 2068          | 308, тротил          | 9/39, 13/35                      |
| , 1928                             | G7a                  | 533        | 7,19     | 1528          | 280, SW-18           | 5,5/44, 7,5/40, 12,5/30          |
| , 1928                             | W260/533.4×6.86      | 533        | 6,86     | 1550          | 260, тротил          | 3,0/42, 7,0/32, 9,2/30, 12,0/26  |
| , 1928                             | Мк-12                | 533        | 6,88     | 1590          | 226, тротил          | 5,9/44, 9,14/34,5, 13,7/27,5     |
| , 1930                             | Mk.IX                | 533        | 7,28     | 1693          | 340, тротил          | 9,6/36, 12,4/30                  |
| , 1931                             | Type 89              | 533        | 7,16     | 1668          | 300, Type 91         | 5,5/45, 6/43, 10/35              |
| , 1932                             | 23DT                 | 550        | 8,58     | 2105          | 415, тротил          | 9/39, 13/35                      |
| , 1936                             | 53-36                | 533        | 7,0      | 1700          | 300, тротил          | 4,0/43,5, 8,0/33,0               |
| , 1936                             | Мк-15 Mod 0          | 533        | 6,9      | 1560          | 224, тротил          | 5,5/45, 9,15/33,5, 13,7/26,5     |
| , 1938                             | 53-38                | 533        | 7,2      | 1615          | 300, тротил          | 4,0/44,5, 8,0/34,5, 10,0/30,5    |
| , 1937                             | W270/533.4×7.2       | 533        | 7,2      | 1700          | 270, тротил          | 4,0/48, 10,0/38                  |
| , 1935                             | Si270/533.4×7.2      | 533        | 7,2      | 1700          | 270, ТГА             | 4,0/46, 8,0/35, 12,0/29          |
| , 1937, , 1939                     | W300/533.4×7.2, Mk.Х | 533        | 7,2      | 1620          | 300, тротил          | 3,0/47, 5,0/43, 8,0/36, 12,0/29  |
| , 1936                             | G7a                  | 533        | 7,19     | 1528          | 280, SW-36 или SW-39 | 5,5/44, 7,5/40, 12,5/30          |
| , 1938                             | Mk.IX**              | 533        | 7,28     | 1693          | 330, тротил          | 10,1/41, 13,7/35                 |

## Модернизации
В июле 1941 для снижения перегрузки решили снять с кораблей 127 мм орудие № 3. При этом число 12,7-мм пулемётов увеличивалось до восьми (из них два ставились на место снятого орудия), а противолодочное вооружение усиливалось. Перевооружение проводилось в течение лета 1941 г.

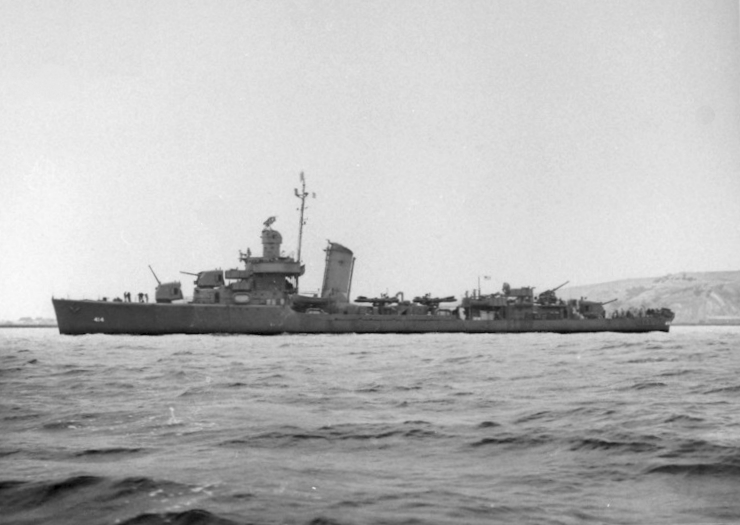
«Рассел» после модернизации, особенно заметны заваренные иллюминаторы. Июнь 1943 года

В конце того же года утвердили программу усиления ПВО эсминцев типа «Симс», согласно которой предусматривалась установка 2 × 2 40-мм «бофорсов» (на месте снятого орудия № 3) и 4 × 1 эрликонов. До появления в достаточном количестве «бофорсов» предусматривался временный вариант зенитного вооружения из шести 20-мм «эрликонов». До конца года все 12 кораблей сменили свои пулемёты на «эрликоны».
В марте 1944 г. на DD-419 в ходе подготовки высадки в Нормандии кормовой ТА заменили на 3 × 1 «бофорса» армейского образца. Весной следующего года автоматы сняли, а торпедные аппараты вернули на своё место.
Программа усиления ПВО, принятая летом 1945 г. для противодействия атакам камикадзе, предусматривала снятие обоих ТА, установку дополнительных 2 × 2 «бофорсов» и замену одноствольных «эрликонов» на спаренные. По этой программе переоборудовали только три корабля: DD-413, 414 и 417, причем не в полном объёме — так, на них остались одноствольные «эрликоны»; лишь DD-414 вместо двух одноствольных получил такое же число спаренных 20-мм автоматов. Окончание войны застало их в процессе перевооружения.

## Служба
| Наименование | Оригинал названия | Бортовой номер | Верфь                                   | Заложен          | Спущен на воду  | Ввод в строй     | Списание        | Судьба |
| ------------ | ----------------- | -------------- | --------------------------------------- | ---------------- | --------------- | ---------------- | --------------- | --- |
| «Симс»       | Sims              | DD-409         | Bath Iron Works                         | 15 июля 1937     | 8 апреля 1939   | 1 августа 1939   | н/д             | Потоплен японскими палубными самолётами в Сражении в Коралловом море, 7 мая 1942 (14 выживших) |
| «Хьюз»       | Hughes            | DD-410         | Bath Iron Works                         | 15 сентября 1937 | 17 июня 1939    | 21 сентября 1939 | 28 августа 1946 | Поврежден во время операции «Crossroads» — атомных испытаниях на атолле Бикини в июле 1946. Потоплен в качестве мишени 16 октября 1948. |
| «Андерсон»   | Anderson          | DD-411         | Federal Shipbuilding, Карни, Нью Джерси | 15 ноября 1937   | 4 февраля 1939  | 19 мая 1939      | 28 августа 1946 | Затонул во время операции «Crossroads», при атомном испытании «Эйбл» на атолле Бикини 1 июля 1946. |
| «Хамман»     | Hammann           | DD-412         | Federal Shipbuilding, Карни, Нью Джерси | 17 января 1938   | 4 февраля 1939  | 11 августа 1939  | н/д             | 6 июня 1942 года во время битвы за Мидуэй занимался оказанием помощи поврежденному авиацией авианосцу «Йорктаун». Потоплен торпедным залпом японской ПЛ I-168 вместе с авианосцем (80 погибших).                                                                                     |
| «Мастин»     | Mustin            | DD-413         | Newport News Shipbuilding               | 20 декабря 1937  | 8 декабря 1938  | 15 сентября 1939 | 29 августа 1946 | Поврежден во время операции «Crossroads» — атомных испытаниях на атолле Бикини в июле 1946. Затоплен у Кваджалейна 18 апреля 1948. |
| «Рассел»     | Russell           | DD-414         | Newport News Shipbuilding               | 20 декабря 1937  | 8 декабря 1938  | 3 ноября 1939    | 15 ноября 1945  | Продан на слом в сентябре 1947 |
| «О’Брайен»   | O’Brien           | DD-415         | Boston Navy Yard                        | 31 мая 1938      | 20 октября 1939 | 2 марта 1940     | н/д             | Торпедирован японской ПЛ I-19, тем же залпом который потопил авианосец «Уосп» и повредил линкор «Норт Кэролайн» 15 сентября 1942 года. Временно отремонтирован, но на переходе в США для проведения окончательного ремонта переломился пополам и затонул у о. Самоа 19 октября 1942. |
| «Уок»        | Walke             | DD-416         | Boston Navy Yard                        | 31 мая 1938      | 20 октября 1939 | 27 April 1940    | н/д             | Потоплен в ходе Морского сражения за Гуадалканал 15 ноября 1942 года (88 погибших). |
| «Моррис»     | Morris            | DD-417         | Norfolk Navy Yard                       | 7 июня 1938      | 1 июня 1939     | 5 марта 1940     | 9 ноября 1945   | Продан на слом 2 августа 1947 |
| «Роэ»        | Roe               | DD-418         | Charleston Navy Yard                    | 23 апреля 1938   | 21 июня 1939    | 5 января 1940    | 30 октября 1945 | Продан на слом в августе 1947 |
| «Уэнрайт»    | Wainwright        | DD-419         | Norfolk Navy Yard                       | 7 июня 1938      | 1 июня 1939     | 15 апреля 1940   | 29 августа 1946 | Поврежден во время операции «Crossroads» — атомных испытаниях на атолле Бикини в июле 1946. Потоплен в качестве мишени в Тихом океане 5 июля 1948. |
| «Бак»        | Buck              | DD-420         | Philadelphia Naval Shipyard             | 6 апреля 1938    | 22 мая 1939     | 15 мая 1940      | н/д             | Потоплен немецкой ПЛ U-616 (Тип VII-C) у Салерно, Италия, 9 октября 1943 года (150 погибших) |

В 1941 году, действуя в Атлантике, восемь кораблей с меньшими бортовыми номерами входили в состав двух дивизионов 2-й эскадры эсминцев, а четыре корабля с наибольшими номерами — «Моррис», «Уэйнрайт», «Роу» и «Бак» были назначены флагманами 2-й, 8-й, 11-й и 13-й эскадр эсминцев соответственно.
В декабре 1941 года, вскоре после нападения на Перл-Харбор, 2-я эскадра эсминцев была переведена на Тихий океан, где большую часть следующего года они занимались эскортированием авианосцев, приняв участие в битвах в Коралловом море, у Мидуэя и Санта-Круз. Один или несколько из них присутствовали при гибели всех четырёх авианосцев США, потерянных в 1942 году. Во время этих боев были потеряны четыре эсминца — «Симс», «Хамманн», «О’Брайен» и «Уок».
«Симс», находясь в охранении танкера «Неошо», 7 мая 1942 потоплен в Коралловом море японской палубной авиацией (три прямых попадания). «Хамман» пытаясь помочь поврежденному авианосцу «Йорктаун» 6 июня 1942 потоплен японской ПЛ I-168 у атолла Мидуэй. 15 сентября 1942 торпедным залпом японской ПЛ I-15 у Эспирито-Санту был потоплен авианосец «Уосп», а эсминец «О’Брайен» поврежден. Эсминец был временно отремонтирован, но на переходе в США для проведения окончательного ремонта переломился пополам и затонул у о. Самоа 19 октября 1942 года. «Уок» был потоплен в ходе битвы надводных кораблей у острова Гуадалканал 14 ноября 1942 года торпедой с одного из японских эсминцев.
Из оставшихся в Атлантике эсминцев «Бак» был тяжело поврежден 22 августа 1942 в Северной Атлантике в результате столкновения с транспортом «Awatea», ремонт до 1943 года. 19 октября 1943 года в Средиземном море у Салерно он был потоплен немецкой ПЛ U-616.
«Роу» и «Уэйнрайт» были переведены на Тихий океан в 1943 и 1944 годах соответственно, где позже присоединились к 2-й эскадре эсминцев.
Семь уцелевших кораблей служили на всех театрах военных действий от тропиков до Алеутских островов, заработав до конца войны не менее 10 боевых звезд каждый. Лидером стал «Рассел». В 1945 году приняли участия в боях за Окинаву, где «Хьюз», «Андерсон» и «Моррис» пострадали от атак камикадзе.
«Anderson» 1.11.1944 тяжело поврежден камикадзе в заливе Лейте, месяц спустя, 10 декабря, там же камикадзе повредили «Hughes». «Morris» 6.4.1945 тяжело поврежден камикадзе у Окинавы.
Флагман «Моррис» был частично отремонтирован для возможности возвращения домой, но по прибытии в США его восстановление посчитали нецелесообразным. Все остальные дослужили до конца войны.
После войны «Рассел», «Моррис» и «Роу» были проданы на металлолом, а «Хьюз», «Андерсон», «Мастин» и «Уэйнрайт» использовались в качестве мишеней для атомных испытаний на Бикини. «Андерсон» затонул при первом испытании «Эйбл» 1 июля 1946 года. «Мастин», «Хьюз» и «Уэйнрайт» пережили как «Эйбл», так и «Бейкер». Ученые контролировали их остаточную радиоактивность до 1948 года, после чего они были потоплены в качестве мишеней во время артиллерийских стрельб — «Мастин» и «Уэйнрайт» у Кваджалейна в апреле и июле, а «Хьюз» — последний уцелевший корабль этого типа — возле калифорнийских Фараллонских островов в октябре.

## Модернизации

### Устранение перегруза
Несмотря на заложенный в проекте рост водоизмещения, эсминцы типа «Симс» оказались сильно перегруженными, при этом значительная часть перегруза приходилась на верхний вес. В августе 1939 года в отчете бюро кораблестроения и ремонтов отмечалось, что эсминцы этого типа имеют перегруз почти почти на 120 тонн. Стоит отметить что от перегруза страдали и другие 1500-тонники. Порожнее водоизмещение (light displacement) было меньше проектного только у «Фаррагута» (на 132,75 тон) и «Мэхэна» (30,29 тонны). Все остальные типы отличались перегрузом — 29,22 т для «Гридли», 23 для «Данлэп», 89,21 для «Бэнхем». Для «Андерсона», первого вошедшего в строй эсминца типа «Симс», он составил 117,05 т. Это привело к падению при порожнем водоизмещении метацентрической высоты с 0,68 м до 0,43 м (с 2,69 фута до 1,68 фута). Перегруз можно было устранить за счет снятия одного из бортовых ТА и установки второго по диаметральной плоскости. Бортовой залп оставался тем же, но общее количество торпед снижалось. Положительным в таком изменении было то, что кормовой ТА теперь можно было использовать на большем волнении, чем ранее. Для увеличения метацентрической высоты необходимо было установить 60 тонн фиксированного балласта, снять противоосколочную защиту директора Mk 37, его коммуникационной трубы и рулевой рубки. Водоизмещение на испытаниях выростало с 1933 до 1946 тонн, центр тяжести снижался на 22 мм, а метацентрическая высота увеличилась с 0,6 до 0,63 м (с 2,36 до 2,43 фута). Это предложение бюро конструирования и ремонтов было утверждено Секретарем ВМФ 25 сентября 1939 года, так что многие из эсминцев этого типа были достроены уже по новому стандарту.

### Программа усиления зенитного вооружения
Флот США начиная с 1940 года получил свободный доступ к боевому опыту Королевского флота Великобритании. Поэтому в США по результатам операций британцев у побережья Норвегии и в Средиземноморье очень быстро осознали возросшую воздушную угрозу и необходимость пересмотра средств ПВО ближней зоны. Контр-адмиралу Э. Дж. Кингу весной 1940 года было поручено провести специальные исследования зенитного вооружения флота. В августе начальником военно-морских операций при Военно-морском министерстве США был создан Совет ПВО флота (англ. Antiaircraft Defense Board). Он был создан в первую очередь для реализации задач Кинга и потому часто в литературе называется «Совет Кинга» (англ. King Board). К середине 1941 года Генеральный совет, действуя в соответствии с руководящими принципами Совета Кинга, разработал конфигурации зенитного вооружения, с которыми американские эсминцы довоенной постройки фактически прослужили до 1945 года. По сравнению с британской практикой непрерывных изменений зенитного вооружения такой уровень проницательности кажется поразительным. Однако следует учитывать что флот США с самого начала оснастил свои эсминцы мощными универсальными 127-мм орудиями и, что не менее важно, эффективной системой управления их огнем.
Совет Кинга пришёл к выводу, что существующее зенитное вооружение недостаточно для отражения атак пикирующих бомбардировщиков, для чего посчитал необходимым установить дополнительное зенитное автоматическое вооружение. Установить его можно было только за счет снятия 127-мм орудия или торпедных аппаратов. Снятие одного 127-мм орудия снижало мощность залпа 127-мм орудий на 20 %. Торпедное же вооружение уменьшалось от трети (на эсминцах с тремя ТА), до половины (на эсминцах с двумя и четырьмя ТА). К этому времени все ещё считалось что основной задачей эсминцев является использование торпед против японского линейного флота, так что пришли к выводу о необходимости снятия одного 127-мм орудия.
При существующем выборе зенитного вооружения лучшим вариантом считалась замена 127-мм орудия на четырёхствольную 28-мм установку и увеличение количества 12,7-мм пулемётов до восьми, с тем чтобы в нос и корму могли вести огонь четыре из них. Генеральный Совет утвердил такую схему перевооружения 14 февраля 1941 года для 1500- 1600-тонных эсминцев. Совет также отметил неадекватность 12,7-мм и 28-мм вооружения современным требованиям и утвердил их замену на 20-мм и 40-мм орудия, даже с учётом того, что они какое-то время ещё будут недоступны. Пятиорудийные эсминцы обычно получали пару спаренных «бофорсов» за счет снятия одного 127-мм орудия. Однако четырёхпушечные 16-трубные корабли для этой модификации не подходили. На четырёхпушечных кораблях с 16 ТА изначально планировалась установка двух спаренных «бофорсов», но их негде было разместить. Поэтому эсминцы типа «Бэгли», в конечном итоге, были оснащены одним спаренным «бофорсом» на кормовой рубке.
Учитывая эти директивы Кораблестроительное бюро, в которое было преобразовано Бюро кораблестроения и ремонтов, в сотрудничестве с Генеральным советом предложило для каждого типа эсминцев свою программу перевооружения. Эти программы перевооружения модифицировались для эсминцев Атлантического флота с учётом специфики ведения войны в Атлантике. Учитывая, что получение «Бофорсов» задерживалось на несколько лет, были разработаны «временные» (англ. temporary approved) и «финальные» (англ. ultimate) модификации. Временные схемы вооружения включали орудия, имеющиеся на данный момент, и могли содержать элементы финальной схемы вооружения. Временные модификации впоследствии включали в себя и специализированные модификации, такие как усиление зенитного вооружения при высадке в Европе в 1944 году и «схема анти-камикадзе» в 1945 году.
Следует также учитывать сложность проведения модернизаций. Гораздо проще установить 20-мм «Эрликоны» и даже снять 127-мм орудие, чем установить «Бофорсы» с их силовым приводом и директорами управления огнем. Установка «Бофорсов» требовала значительного объёма работ и обычно проводилась во время ремонтов боевых повреждений или капитальных ремонтов. При этом тихоокеанские эсминцы использовались настолько интенсивно, что проходило значительное время прежде чем они могли попасть на верфи Западного побережья для ремонта. Даже в начале 1944 года было большой удачей, если эсминец удавалось отправить на ремонт спустя 100 000 миль или 18 месяцев эксплуатации.

### Модернизация атлантических эсминцев летом 1941 года
Эсминцы типа «Симс» после ввода в строй входили в состав Атлантического флота в тот момент, когда флот США приступил к противолодочным операциям в Северной Атлантике. Последний корабль этого типа, «Бак», проходил испытания в декабре 1940 года, выявившего сильное оледенение двух открытых кормовых орудий № 3 и 4. Бюро вооружения разработало полущит для 127-мм орудия, верхнюю часть которого можно было закрыть брезентовым чехлом, так что получалась закрытая установка, но с экономией верхнего веса. Эти полущиты были применены и на «Бенхэмах» и на ранних «Бенсонах».
Стандартное довоенное вооружение американских эсминцев состояло из двух кормовых бомбосбрасывателей на десять 600-фунтовых глубинных бомб. Эти бомбосбрасыватели были удлинены чтобы вмещать по 12 600-фунтовых бомб, а в корме между ними был установлен бомбомет Y-gun с запасом в десять 300-фунтовых ГБ на двух стойках.
Модернизация проводилась летом 1941 года и включала в себя и работы по усилению зенитного вооружения. Для компенсации роста веса на эсминцах демонтировались 127-мм орудие № 3, укрытие артиллерийского расчета на кормовой надстройке рядом с ним, 2,5 метровый навигационный дальномер на мостике, на его место переносился один торпедный директор, а второй снимался. Также снимались один дымовой генератор и оба 610-мм прожектора. Пара 12,7-мм пулемётов с укрытия артрасчета опускалась на кормовую надстройку. На месте снятого орудия № 3 в носовой части кормовой надстройки устанавливалась пара пулемётов, и ещё два устанавливались на главную палубу перед ней. Пулемёты получили противосоколочную защиту в виде фальшбортов. Таким образом количество 12,7-мм пулемётов было увеличено до восьми в соответствии с директивами Совета Кинга.
Операции ПЛО в Атлантике потребовали более сильного противолодочного вооружения. Стандартное довоенное противолодочное вооружение американских эсминцев состояло из двух кормовых бомбосбрасывателей по пять 600-фунтовых глубинных бомб каждый. Кормовые бомбосбрасыватели были удлинены, чтобы вмещать по 12 600-фунтовых глубинных бомб каждый, а в корме между ними был установлен бомбомет Y-gun с запасом в десять 300-фунтовых ГБ на двух стойках. Фок-мачта модифицировалась для установки радарного оборудования. Фальшборт на главной палубе был продолжен в корму для прикрытия установленных на главной палубе пулемётов. Емкость магазинов для 12,7-мм пулемётов была увеличена до 40 000 патронов. Все эти изменения были проведены летом 1941 года.

### Перевооружение на 20-мм «эрликоны»
Такая схема вооружения просуществовала недолго — вскоре 12,7-мм пулемёты были заменены 20-мм «Эрликонами». Первоначально были установлены четыре «эрликона» — два перед мостиком и два на кормовой надстройке. Вскоре количество эрликонов довели до шести, установив на кормовой надстройке в дополнение к паре бортовых ещё два 20-мм орудия по диаметральной плоскости, получив характерный клевер вокруг прожекторной платформы).
В финальной конфигурации вместо кормового бомбомета «Y-gun» устанавливались четыре бортовых бомбомета «K-gun». Производство K-gun шло быстрее чем «Бофорсов» так что к апрелю 1942 ими уже были оснащены шесть кораблей серии .

### «Финальная» конфигурация
В финальной конфигурации зенитное вооружение состояло из 2 спаренных «Бофорсов» на кормовой надстройке и четырёх одноствольных «эрликонов». Один устанавливался с возвышением позади пары «бофорсов». Ещё три ставились впереди мостика. Два «эрликона» стояли на месте пары 12,7-мм пулемётов и между ними на возвышенной платформе был установлен один «эрликон» в диаметральной плоскости. В корме стояли четыре бомбомета «K-gun». Были демонтированы удлинители кормовых направляющих 600-фунтовых глубинных бомб, щиты 127-мм орудий усиленные ранее до 6,4 мм STS вернули к прежней толщине в 3,2 мм конструкционной стали. Противоосколочные фальшборты пулемётов толщиной 6,4 мм были уменьшены до 2 мм судостроительной стали. По итогу ради экономии веса, по сравнению с исходной конфигурацией, эсминцы лишились обоих дымовых генераторов, одного торпедного директора, обоих 610-мм прожекторов и надстройки на кормовой рубке. На атлантических эсминцах, имевших ещё более высокие требования к остойчивости, пошли ещё дальше и ради снижения верхнего веса сняли 82 м якорной цепи, освещение палубы, все осветительные прожекторы, кроме одного для шлюпки, желоб для мусора, водонепроницаемый люк на полубаке, платформу над рулевой рубкой, палубные рундуки для спасательных жилетов, платформу директора торпедной стрельбы и 26-футовый моторный вельбот.
Из пяти потерянных во время войны эсминцев только DD-420 «Бак» дожил до этой модернизации. Переоборудование в «финальную» конфигурацию началось в январе 1943 с DD-411 и завершилось в октябре 1943 года на DD-413. При модернизации на тихоокеанских эсминцах с третьего 127-мм орудия снимался полущит и оно возвращалось к тому виду, который был при вводе в строй. На атлантических эсминцах полущит снимался при переброске на тихий океан в конце войны.

### Усиление зенитного вооружения при высадке в Европе
В марте 1944 года четыре дивизии эсминцев с Атлантики были модифицированы перед вторжением в Европу — 13-я, 14-я, 21-я и 25-я. В том числе бывший флагманом 25-й дивизии DD-419 «Уэйнрайт». На эсминцах снимались кормовые торпедные аппараты. Ввиду ожидаемых сильных вражеских воздушных атак зенитное вооружение на них было усилено. Вместо него на «Уэйнрайте» были установлены три одноствольных армейских «Бофорса». Несмотря на возвращение на Тихий океан «Уэйнрайт» сохранял такой состав вооружения до весны 1945 года, когда армейские «Бофорсы» сняли и вернули на место кормовой торпедный аппарат. Этот эпизод примечателен как единственный важный случай импровизированного вооружения эсминца ВМС США во время Второй мировой войны и также свидетельствует о нежелании ВМС США жертвовать торпедным вооружением ради зенитных орудий, хотя к концу 1944 года было трудно найти цели для торпед, особенно на Тихом океане.

### Чрезвычайная программа усиление зенитного вооружения в 1945 году против атак камикадзе
В октябре 1944 года флот США столкнулся с массовым применением камикадзе. Для нейтрализации угрозы самолёт-камикадзе должен был быть разрушен в воздухе, для чего 20-мм «эрликоны» подходили плохо и необходимо было увеличение количества 40-мм «бофорсов». В отличие от британского флота к этому времени флот США ещё сохранил свои довоенные торпедные аппараты, поэтому поступило предложение усилить автоматическое зенитное вооружение за счет частичного или полного снятия торпедных аппаратов.
В январе 1945 года была одобрена модернизация эсминцев типа «Мэхэн». С них снималась два из четырёх торпедных аппаратов, двухствольные «Бофорсы» заменялись на четырёхствольные с директорами с Mk 63 с радарами. Только DD-367 «Лэмсон» успел пройти эту модернизацию. В апреле 1945 вышел приказ главнокомандующего флота США о программе чрезвычайного усиления зенитного вооружения как довоенных так и эсминцев постройки военного периода. Работы должны были совмещаться с капитальными ремонтами или ремонтом боевых повреждений. Кроме того, приоритет в работах отдавался эсминцам новых типов — «Флетчер», «Самнер» и «Гиринг». Поэтому работы по перевооружению были начаты только на трех эсминцах типа «Симс» — «Мастин» (DD413), «Моррис» (DD417) и «Рассел» (DD414).
Планируемая модернизация предусматривала снятие обоих торпедных аппаратов и их замену парой спаренных «бофорсов». Вместо радара управления артогнем Mk 4 устанавливался радар Mk 28. Из-за окончания войны фактически эти работы не были доведены до конца. Все эсминцы сохранили одиночные «эрликоны» и только на «Расселе» было два спаренных и два одиночных.

## Оценка проекта
«Симс» имел такую же массу бортового залпа орудий главного калибра, как и родоначальник новой генерации американских эсминцев «Фаррагут» (125 кг), но уступал большинству современных иностранных эсминцев: британский тип «Джервис» имел залп 136,2 кг, советская «семёрка» (тип «Гневный») − 134 кг, немецкий тип 1936—140 кг, японский «Кагэро» — 138,5 кг, французский «Ле Арди» — 192 кг — но, из-за наличия эффективного электрогидравлического досылателя, по массе выпускаемых в минуту снарядов главного калибра (1400 кг) «Симс» имел преимущество и перед англичанами (1362 кг), и перед советским эсминцем (1072 кг), и над японскими «Фубуки» и «Кагэро» (831 кг и 1108 соответственно), не говоря уже о «Фаррагуте» (750 кг) или «Хацухару» (690 кг), которых оставил далеко позади, и имел равенство с более крупным германским эсминцем. Только по сравнению с французскими эсминцами «Ле Арди», в дуэльной ситуации, «Симс» выглядел просто убого. Дело в том, что дальность стрельбы по морским целям у «Симс» составляла 16,6 км при весе снаряда 25 кг против 20,8 км и 32 кг француза, при сопоставимой скорострельности.
Фактическое стандартное водоизмещение возросло у «Симс» почти до 1800 т. Почти всё увеличение пошло на усиление конструкции и улучшение мореходности. Специалисты постепенно усваивали непростую истину: ценность боевого корабля заключена не только в числе орудий и торпед, но и в возможности их эффективно использовать. Поскольку главный калибр (ГК) «Симса» мог вести зенитный огонь, а минутный залп был больше чем у «Кагэро», ГК был самым эффективным в поколении.
Решив проблему универсального главного калибра, американские конструкторы не смогли обеспечить эскадренным миноносцам эффективную ближнюю ПВО — она была худшая в своём поколении.
Американские эсминцы не могли похвастаться ни наличием радаров, ни хорошей гидроакустической станцией, ни большим количеством глубинных бомб.
| Сравнительные ТТХ конца 30-х                                                   |                             |                               |                     |                           |                     |                                         |                          |
| Тип                                                                            | тип «Ле Арди»               | «Джервис»                     | тип «Симс»          | тип «Сольдати»            | тип «Кагэро»        | проект 7                                | «тип 1936»               |
| Построено единиц                                                               | 12                          | 24                            | 12                  | 19                        | 19                  | 28                                      | 6                        |
| Размерения Д×Ш×О, м                                                            | 101,7×9,9×3,35              | 108,6×10,8×4,17               | 106,2×11,0×3,91     | 106,7×10,2×3,58           | 118,5×10,8×3,76     | 112,8×10,2×3,1                          | 123×11,8×4,3             |
| Водоизмещение, т                                                               | 1772/2215                   | 1751/2369                     | 1764/2477           | 1715/2290                 | 2033/2490           | 1612/2215                               | 2411/3415                |
| Артиллерия ГК                                                                  | 130-мм/45 — 3×2             | 120-мм/45 — 3×2               | 127-мм/38 — 5×1     | 120-мм/50 — 2×2           | 127-мм/50 — 3×2     | 130-мм/50 — 4×1                         | 127-мм/45 — 5×1          |
| Зенитная артиллерия                                                            | 37-мм/50 — 2×1, 13-мм — 2×2 | 40-мм/40 — 1×4, 12,7-мм — 2×4 | 12,7-мм — 4×1       | 13,2-мм — 12 (4×2), (4×1) | 25-мм — 2×2         | 76-мм — 2×1, 45-мм — 2×1, 12,7-мм — 2×1 | 37-мм — 2×2, 20-мм — 6×1 |
| Торпедное вооружение                                                           | 1 × 3, 2 × 2— 550-мм        | 2 × 5 — 533-мм                | 3 × 4 — 533-мм      | 2 × 3 — 533-мм            | 2 × 4 — 610-мм      | 2 × 3 — 533-мм                          | 2 × 4 — 533-мм           |
| Противолодочное вооружение                                                     | 4 БМБ, ?? ГБ                | ГЛ «Асдик», 30 ГБ             | ГЛ «QC», 10 ГБ      | 2 БМБ, 20? ГБ             | ГЛ тип 93, 18 ГБ    | 25 ГБ                                   | ШП «KDB», 18 ГБ          |
| Энергетическая установка мощность л. с. давление, температура пара кгс/см², °C | ПТ, 58 000, 35, 385         | ПТ, 40 000, 21, 327           | ПТ, 50 000, 38, 371 | ПТ, 48 000, 27, 350       | ПТ, 52 000, 30, 350 | ПТ, 50 500, 27, 350                     | ПТ, 70 000, 70, 460      |
| Максимальная скорость, узлов                                                   | 37                          | 36                            | 35                  | 38                        | 35,5                | 38                                      | 38                       |
| Дальность плавания, морские мили                                               | 6000 на 15 узлах            | 5500 на 15 узлах              | 6500 на 12 узлах    | 2200 на 20 узлах          | 5000 на 18 узлах    | 2640 на 19,8 узлах                      | 2020 на 19 узлах         |

В 1932 году для ВМС США заложены кили первого из 60 эсминцев предназначенных для замены гладкопалубников. Они вместе известны как «1500 тонные», так как попадали под ограничение Лондонского договора 1930 года в 1500 длинных тонн стандартного водоизмещения для эсминцев.
Их первоначальная конструкция отражала опыт, накопленный в мирное время опытами и наблюдением международных строительных тенденций в течение 1920-х годов. Отличие были в виде новых универсальных пушек, с совершенной системой управления огнём на более мореходном корпусе.
Было много экспериментов в номинальном пределе «1500-тонного» водоизмещения. Одним из главных улучшений стало введение двигательной установки высокого давления, перегретого пара с двухступенчатыми редукторами и достаточно надёжных высоконапорных котлов. За счёт применения турбин крейсерского хода, проектная дальность на экономическом ходу возросла на 500 миль при уменьшении запаса топлива более чем на 100 тонн.
В таблице отслеживается основные изменения среди пяти типов 1500-тонных и производной 1570-тонного типа Sims финансируемых в 1932—1937 годах и разработанных в это же время, перечисленных в порядке постройки: Фаррагут, Махан, Гридли, Бэгли, Бенхам и Sims.
Особенность всех «1500-тонных» эскадренных миноносцев — использование четырёхтрубных торпедных аппаратов и первоначальное отсутствие эффективной ближней ПВО.
| 1500-тонные эсминцы                                                                        |                           |                                            |                           |                      |                           |                           |
| Тип                                                                                        | «Фаррагут»                | «Мэхэн»                                    | «Гридли»                  | «Бэгли»              | «Бенхэм»                  | «Симс»                    |
| Построено/погибло единиц                                                                   | 8/3                       | 18/6                                       | 4/0                       | 8/3                  | 10/2                      | 12/5                      |
| Размерения Д×Ш×О, м                                                                        | 104,0×10,44×5,18          | 104,0×10,6×5,18                            | 104,0×10,8×4,15           | 104,0×10,8×3,91      | 104,0×10,8×4,04           | 106,2×11,0×3,91           |
| Водоизмещение проектное дл.т                                                               | 1365/1700                 | 1450/2219                                  | 1590/2219                 | 1500/2350            | 1500/2350                 | 1570/2465                 |
| Артиллерия ГК                                                                              | 127-мм/38 — 5×1           | 127-мм/38 — 5×1                            | 127-мм/38 — 4×1           | 127-мм/38 — 4×1      | 127-мм/38 — 4×1           | 127-мм/38 — 5×1           |
| Зенитная артиллерия                                                                        | 12,7-мм — 4×1             | 12,7-мм — 4×1                              | 12,7-мм — 4×1             | 12,7-мм — 4×1        | 12,7-мм — 4×1             | 12,7-мм — 4×1             |
| Торпедное вооружение                                                                       | 2 × 4 — 533-мм            | 3 × 4 — 533-мм                             | 4 × 4 — 533-мм            | 4 × 4 — 533-мм       | 4 × 4 — 533-мм            | 3 × 4 — 533-мм            |
| Противолодочное вооружение                                                                 | нет                       | 2 БС, 14 ГБ                                | 2 БС, 14 ГБ               | 2 БС, 14 ГБ          | 2 БС, 14 ГБ               | ГЛ «QC», 2 БС, 14 ГБ      |
| Энергетическая установка мощность л. с. давление, температура пара кгс/см², °C масса дл. т | ПТ, 42 800, 27, 342, 566  | ПТ, 46 000, 27, 371, 596                   | ПТ, 49 000, 38, 371, 662  | ПТ, 46 000, 27, 371  | ПТ, 50 000, 41, 371, 684  | ПТ, 50 000, 38, 371, 687  |
| Максимальная скорость, узлов                                                               | 37                        | 35                                         | 38,5                      | 37                   | 38                        | 36                        |
| Запас топлива дл. т Дальность плавания проектная/фактическая, морские мили                 | 600 6000/5980 на 12 узлах | 523 6000 на 15 узлах 6500/6940 на 12 узлах | 525 6500/5520 на 12 узлах | 504 6500 на 12 узлах | 484 6500/5390 на 12 узлах | 459 6500/5640 на 12 узлах |

В ходе модернизаций лёгкое зенитное вооружение было усилено, за счёт того что пятиорудийные эсминцы лишились одного (третьего) орудия, а на «торпедных» эсминцах модернизация проходила за счёт демонтажа двух из четырёх торпедных аппаратов.

## Комментарии
1. ↑  300 на орудие
2. ↑  смесь 24 % гексанитродифениламина (NHD), 60 % тринитротолуо́ла и 16 % алюминия
3. ↑  итальянская тротилогексагеноалюминивая смесь
4. ↑  Стояла на вооружении реквизированных эсминцев и поставлялась на экспорт
5. ↑   Это влияло на очередность проведения модернизаций и сроки их проведения. Некоторые эсминцы пропускали некоторые этапы модернизаций, сразу переходя к последующим
6. ↑  стоявший у кормовых бомбосбрасывателей
7. ↑  Расхождение данных. В Destroyer Weapons, p.146, даются данные о том, что их емкость была увеличена до 14 ГБ, но без уточнения это емкость каждого или обоих
8. ↑  Фридман дает только окончательное состояние, не уточняя что и когда было снято. Фактически один дымовой генератор был снят во время перевооружения на эрликоны, а оба 610-мм прожектора, торпедный директор и укрытие артрасчета на кормовой рубки снимались во время модернизации со снятием одного 127-мм орудия и установкой 8 12,7-мм пулеметов летом 1941 года. Стоит отметить, что не известно были ли все эсминцы переоборудованы летом 1941 года
9. ↑  Есть сведения что модернизация была заверщена только на DD-413 «Мастин», а остальные корабли окончание войны застало на верфи и они не были достроены
10. ↑  В конвее данные отличаются
11. ↑  В конвее даны радиусы действия 3100 мили на 10 узлах, и 1900 на 25.
12. ↑   2 БС установлены в 1936 году